# 파워프라자
파워프라자는 대한민국 소속의 소규모 자동차 기업이다.